# South Pasadena (Floryda)
South Pasadena – miasto w Stanach Zjednoczonych, w stanie Floryda, w hrabstwie Pinellas.